# Pignans
Pignans (okzitanisch Pinhan) ist eine französische Gemeinde mit 4767 Einwohnern (Stand 1. Januar 2022) im Département Var in der Region Provence-Alpes-Côte d’Azur. Sie liegt im Kanton Le Luc im Arrondissement Brignoles.

## Geografie
Notre Dame des Anges und La Sauvette, die beiden nah beieinander gelegenen höchsten Punkte des Massif des Maures, überragen die Gemeinde Pignans im Süden. Von hier aus fällt das Höhenprofil der Gemeinde von 766 m steil in Richtung einer schmalen Ebene auf knapp 150 m Meereshöhe, von der aus sich nach Norden hin eine kalkreiche Hügellandschaft auf etwa 200 bis 300 m erhebt.
Die Höhenzüge sind stark bewaldet, in der Ebene wachsen Wein, Oliven und Kastanien.
Die Quelle des kleinen Flüsschens Réal-Martin, der westwärts Richtung Puget-Ville fließt, liegt auf dem Gemeindegebiet. Durch die Ebene fließen neben den Bächen Saint-Pierre und Rimauret noch zahlreiche saisonale Wasserläufe. Die Bergstraße in Richtung Notre Dame des Anges gewährt einen außergewöhnlichen Blick in das Tal.

## Geschichte
Der im Jahr 1039 als Pignanum erwähnte Ort geht auf die römische Siedlung namens Civitas Pignacensis an der Via Aurelia zurück, von der noch einige Überreste aus gallo-römischer Zeit erhalten sind. Im Mittelalter unterstand sie der Herrschaft der Grafen von Marseille, später der des Stiftskapitels und schließlich der eines jansenistischen Ursulinenkonvents.
Im 13. Jahrhundert erreichte das Kollegiatstift, dem zahlreiche Priorate unterstanden, eine bemerkenswerte Bedeutung. Das Kloster wirkte wie eine Burg. Die Häuser der Gemeinde gruppierten sich eng aneinander um die von 13 Türmen bewachten Klostermauern herum. Im Jahr 1590 wurde das Kloster durch einen Brand zerstört.
Napoléon Bonaparte und Jean Lannes verbrachten auf ihrem Italienfeldzug eine Nacht im Hotel Cloche d’Or in Pignans.

## Bevölkerung
Seit Anfang der 1980er Jahre verzeichnet Pignans ein sehr starkes Bevölkerungswachstum, das durch einen starken Zuzug begründet ist, der die eher unterdurchschnittliche Geburtenrate mehr als ausgleicht. Von den heute knapp 4000 Einwohnern ist nahezu die Hälfte in den letzten 25 Jahren zugezogen.
| Jahr      | 1962 | 1968 | 1975 | 1982 | 1990 | 1999 | 2006 | 2015 |
| Einwohner | 1520 | 1792 | 1674 | 1789 | 2338 | 2598 | 3025 | 3896 |

## Sehenswürdigkeiten
Neben der Pfarrkirche aus dem 17. Jahrhundert, die an Stelle der ehemaligen Stiftskirche aus dem 11. Jahrhundert errichtet wurde, können in Pignans zahlreiche Kapellen besucht werden. Allen voran ist die Kapelle Notre Dame des Anges auf dem gleichnamigen Gipfel zu nennen, zu der ein von kleinen Oratorien gesäumter Waldweg führt. Weitere Kapellen der Gemeinde sind Saint-Pierre aus dem 15. Jahrhundert, Saint-André aus dem 13. Jahrhundert und die Kapelle Saint-Barthélemy.

## Persönlichkeiten
- Honoré-Nicolas-Marie Duveryrier, französischer, Jurist, Politiker und Dramenschreiber, geboren: 6. Dezember 1753
- Der französische Politiker Hubert Falco, Senator des Departements Var, Bürgermeister von Toulon und Präsident des Gemeindeverbandes Métropole Toulon-Provence-Méditerranée wurde in Pignans geboren.
- Jules Gérard (1817–1864), im 19. Jahrhundert als „Löwentöter“ (tueur de lions) bekannt, Offizier im französischen Algerien, Großwildjäger und Schriftsteller. In Pignans geboren am 14. Juni 1817.